# Grobianismus
Als Grobianismus bezeichnet man im Rahmen der Literaturgeschichte des 16.–17. Jahrhunderts solche Texte aus dem Genre der sog. Tischzuchten, die das (angeblich) grobe Benehmen der Zeitgenossen in satirischer Zuspitzung angreifen.

## Zur Geschichte vonGrobianundGrobianismus
Das Wort Grobian tritt zuerst im deutsch-lateinischen Wörterbuch Vocabularius teutonicus von 1482 als Übersetzung des lateinischen Wortes rusticus (‚Bauer‘) auf. St. Grobianus wird zum (erfundenen) Schutzheiligen der Ungehobelten, Vulgären. – Namensgeber für die grobianische Literatur ist der deutsche Schriftsteller Friedrich Dedekind, dessen neulateinisches Werk Grobianus. De morum simplicitate (1549) „eine satirische Anleitung zum denkbar schlechtesten Benehmen vom Morgen bis zum Abend – als Gast wie als Gastgeber – gibt“. Caspar Scheidt hat es 1551 als Grobianus / Von groben sitten und unhöflichen geberden in Knittelversform ins Deutsche übersetzt. Wort und Begriff „Grobianismus“ selbst datieren aber vermutlich erst aus der Zeit um 1700.
Im engeren Sinn handelt es sich beim Grobianismus um eine Form von ‚Negativdidaxe‘: die exemplarische Darstellung von Fehlverhalten in puncto Umgangsformen, Tischsitten, Hygiene, Disziplin und Moral. In diesem Sinn ist die grobianische Literatur immer auf einen positiven Kanon von Verhaltensnormen bezogen. Als wichtige Vertreter gelten – neben Friedrich Dedekind – Sebastian Brant, Johann Fischart, Thomas Murner und Hans Sachs.
In einem weiteren Sinn meint Grobianismus jedoch auch narrative Texte, in denen grobianische Motive – Obszönitäten, Skatologisches usf. – vorherrschen und eine eigene Faszination entfalten, die den moraldidaktischen Bezug weitgehend abschüttelt. Man denke an Schwankliteratur wie Dil Ulenspiegel (1510/12), an François Rabelais’ Gargantua (1532–1564; durch Johann Fischarts Geschichtsklitterung 1575 mit einer deutschsprachigen Variante versehen), später an Schelmuffsky (1696/97) von Christian Reuter.